# David B. Eskind
David B. Eskind (Nashville, 1909 - 1992) was een Amerikaans tekstschrijver voor radioprogramma's en radioproducent. 
Eskind werd geboren in Nashville (Tennessee) en studeerde tot 1934 aan de Universiteit van Chicago onder Thornton Wilder. In de daaropvolgende jaren schreef hij diverse radioscripts voor NBC and CBS. Tijdens de Tweede Wereldoorlog diende Eskind in het leger in de Stille Oceaan als schrijver en producent van onderwijs- en informatieprogramma's voor het leger. 
Na de oorlog ging hij werken bij de Armed Forces Radio Service in Washington, waar hij een civiele schrijver-producent van radioshows werd. In 1953 werd hij de producer en hoofdschrijver van het "Army Hour", dat werd uitgezonden op het wereldwijde radionetwerk van het leger.
Eskind stierf in 1992. 